# World Trade Center (Brüssel)
Das World Trade Center ist ein Gebäudekomplex im Quartier Nord, dem zentralen Geschäftsviertel der belgischen Hauptstadt Brüssel. Der Komplex besteht aus drei Türmen, die sich jeweils auf zwei Straßenblocks verteilen. Es ist Mitglied der World Trade Centers Association (WTCA) in New York, einem weltweiten Netzwerk von etwa 300 WTCs in 100 Ländern. Die Hochhäuser gehören zu den höchsten Gebäuden in Belgien.

## Geschichte
Die Idee eines World Trade Centers in Brüssel stammte von dem Politiker Paul Van den Boeynants. Genau wie das World Trade Center in New York City, sollte das in Brüssel 400 Meter hoch werden und somit das höchste Gebäude in Europa werden. Diese Idee wurde aber verworfen und ein Gebäudekomplex aus vier 100 Meter hohen Wolkenkratzern bevorzugt. Kurz darauf wurden acht 100 Meter hohe Gebäude in Erwägung gezogen. Der World-Trade-Center-Komplex befindet sich an der Ecke des Boulevard Albert II und Boulevard Simon Bolivar in unmittelbarer Nähe des Brüssler Nordbahnhof. Vier der ursprünglich geplanten Gebäude wurden in separaten Projekten realisiert. An der nordwestlichen Ecke der Kreuzung wurden die Belgacom Towers mit jeweils einer Höhe von 134 m und 102 m errichtet, an der südwestlichen Ecke die 107 m hohen North Galaxy Towers. Die ersten zwei Gebäude des World Trade Centers wurden in den 1970ern fertiggestellt, 1983 wurde der dritte Turm eröffnet. Der vierte Turm des Projekts wurde nie erbaut.
Seit 2010 gibt es Pläne für den Bau des World Trade Center IV. Es soll jedoch moderner, größer und design-technisch auffälliger werden als die bisher vorhandenen WTC-Gebäude.

### World Trade Center I & II
Die ersten Türme des neuen World-Trade-Center-Komplexes wurden jeweils 1972 und 1976 fertiggestellt. Sie waren die ersten Hochhäuser, die in dem neu entstehenden Geschäftsviertel Quartier Nord erbaut wurden. Beide Türme sind 102 Meter hoch und zählen somit zu den höchsten Gebäuden in Belgien. Die Türme stehen auf einem Sockel, der den gesamten Straßenblock umfasst. Die Glasfassade der Türme ist dunkelbraun, der etwa 10 Meter hohe Sockel ist mit rötlichen Sandstein verkleidet. Von den 32 Etagen befinden sich 28 ober- und 4 unterirdisch.

### World Trade Center III
Der dritte und vorerst letzte Turm des neuen World-Trade-Center-Komplexes wurde 1983 fertiggestellt und eröffnet. Er ist mit 105 Metern leicht höher als die ersten beiden Türme des World Trade Centers und ist derzeit an 13. Stelle der höchsten Gebäude in Belgien. Ebenso wie die anderen Gebäude des Komplexes steht der Turm auf einen etwa 10 Meter hohem Sockel, der den gesamten Straßenblock einnimmt. Sowohl der Turm als auch der Sockel haben eine hellbraune Glasfassade, die je nach Tageszeit golden wirkt. Trotz leichtem Höhenunterschied hat World Trade Center III nur 28 oberirdische Etagen, auf weitere 4 unterirdische Etagen wie bei World Trade Center I & II wurde verzichtet.

### Ereignisse

#### Brand
Am Donnerstag, den 6. August 2020, kurz vor 16 Uhr entstand im obersten Stock ein Brand. Aufgrund von Renovierungsarbeiten, stand keine Steigleitung zur Brandbekämpfung zur Verfügung, sodass das Zuführen von Löschwasser über die 27 Stockwerke eine Herausforderung darstellte. Als praktikable und erfolgreiche Maßnahme stellte sich das Vorgehen mit Pulverlöschern heraus. Der Ursprung des Brandes fand sich in dem Technikraum des Stockwerks. Hier wurde das Isolierungsmaterial entzündet. Das Feuer konnte weder größeren Schaden anrichten, noch Personen verletzten.